# Labahitha insularis
Espèce
Synonymes
- Filistata insularis Thorell, 1891

Labahitha insularis est une espèce d'araignées aranéomorphes de la famille des Filistatidae.

## Distribution
Cette espèce est endémique des îles Nicobar en Inde.

## Description
La femelle holotype mesure 3 mm

## Systématique et taxinomie
Cette espèce a été décrite sous le protonyme Filistata insularis par Thorell en 1891. Elle est placée dans le genre Pritha par Lehtinen en 1967 puis dans le genre Labahitha par Magalhaes, Berry, Koh et Gray en 2022.

## Publication originale
- Thorell, 1891 : « Spindlar från Nikobarerna och andra delar af södra Asien. » Kongliga Svenska Vetenskaps-Akademeins Handlingar, vol. 24, no 2, p. 1-149 (texte intégral).